# Current Opinion in Colloid and Interface Science
Current Opinion in Colloid and Interface Science is een aan collegiale toetsing onderworpen wetenschappelijk tijdschrift op het gebied van de fysische chemie. Het wordt uitgegeven door Elsevier en verschijnt 6 keer per jaar.
Het eerste nummer verscheen in 1996 en de hoofdredacteuren zijn N.L. Abbott (University of Wisconsin at Madison) en K. Holmberg (Chalmers University of Technology). Volgens de Journal Citation Reports heeft het tijdschrift een 2014 impact factor van 5,84.